# Éric Gravel
Pour les articles homonymes, voir Gravel.
Éric Gravel est un scénariste et réalisateur d'origine québécoise, né à Verdun au Canada et résidant en France.

## Biographie
Il est diplômé de l'École de cinéma Mel-Hoppenheim de l'Université Concordia de Montréal en 1994.
Il est le réalisateur de courts métrages et, surtout, de deux longs métrages : Crash Test Aglaé, sorti en 2017, et  À plein temps, sur la vie d'une femme racontée avec un rythme de thriller, en sélection officielle à la Mostra de Venise 2021, dans la section Orizzonti, qui lui vaut le prix du meilleur réalisateurainsi qu'une nomination aux César pour le meilleur scénario original.

## Filmographie

### Courts métrages
- 2004 : Ce n'était qu'un rêve
- 2007 : Eau Boy

### Longs métrages
- 2017 : Crash Test Aglaé
- 2021 : À plein temps

## Distinctions

### Récompenses
- Mostra de Venise 2021 : Prix Orizzonti du meilleur réalisateur pour À plein temps
- Malaysia International  Film Festival & Golden Global Awards (en) : Prix du meilleur réalisateur

### Nominations
- César 2023 : Meilleur scénario original pour À plein temps